# Thermochrous fumicincta
Thermochrous fumicincta és una espècie de lepidòpter zigenoïdeu de la família dels himantoptèrids (Himantopteridae), subfamília Anomoeotinae.
És endèmica de República del Congo.